# 加茂町 (岡山県)
加茂町（かもちょう）は、かつて岡山県の北部（苫田郡）にあった町。現在は津山市に編入されて市域の一部となり、旧加茂町役場は津山市役所加茂支所となっている。津山市加茂地区に一致し、住所上は津山市加茂町 - と表記される。

## 地理
町の中心である加茂川沿いの桑原地区に僅かに平地が開けるが、大半は山林である。平成の大合併前は、県下の町では最大の面積であった。鳥取県と境を接していた。

## 歴史
- 1889年（明治22年） - 町村制施行により苫田郡加茂村が発足。一帯の22ヶ村を上加茂、加茂、東加茂、西加茂の4ヶ村に編成。
- 1924年（大正13年） - 加茂村が町制を施行、加茂町に。
- 1942年（昭和17年） - 加茂町と西加茂村、東加茂村が合併。改めて加茂町が発足。
- 1951年（昭和26年） - 新加茂町が分立。
- 1954年（昭和29年） - 加茂町・新加茂町・上加茂村の2町1村が合併し、新町制による加茂町が発足。
- 2005年（平成17年）2月28日 - 苫田郡阿波村、久米郡久米町、勝田郡勝北町とともに津山市に編入され消滅した。

## 教育
- 加茂町立加茂小学校（現・津山市立加茂小学校）
- 加茂町阿波村組合立加茂中学校（現・津山市立加茂中学校）

## 交通

### 鉄道
- JR因美線 ： 美作加茂駅 - 知和駅 - 美作河井駅
  - 中心となる駅：美作加茂駅

### 道路
- 県道
  - 岡山県道6号津山智頭八東線
  - 岡山県道68号津山加茂線
  - 岡山県道75号加茂奥津線
  - 岡山県道118号加茂用瀬線
  - 岡山県道336号倉見斉の谷線

### バス
- 加茂観光バス
- なお、1972年（昭和47年）4月から一時期、町の直営（自家用自動車（白ナンバー車）による有償運送、いわゆる80条バス）で加茂町営バス（かもちょうえいバス）を運行していたことがある[1]。
  - 町営バスの路線は、原口線、青柳線、行重線、下津川線、原口倉見線の5路線であった。

## その他
- 美作加茂中継局 - 町内をカバーするテレビ・FM中継局